# Margarinotus binotatus
Margarinotus binotatus är en skalbaggsart som först beskrevs av Wilhelm Ferdinand Erichson 1834.  Margarinotus binotatus ingår i släktet Margarinotus och familjen stumpbaggar. Inga underarter finns listade i Catalogue of Life.